# 21 & Over
21 & Over ist eine US-amerikanisch-chinesische Filmkomödie von Jon Lucas und Scott Moore aus dem Jahr 2013. In den Hauptrollen dreier Freunde, die eine wilde Partynacht erleben, sind Miles Teller, Skylar Astin und Justin Chon zu sehen.
Der Film kam in den Vereinigten Staaten am 1. März 2013 in die Kinos. Der deutsche Kinostart war am 25. Juli 2013.

## Handlung
Zum 21. Geburtstag ihres Freundes Jeff wollen dessen beiden Kameraden Casey und Miller ihn zu einer Partynacht in der Stadt überreden. Der fleißige Jeff versucht ihnen zu erklären, dass er am nächsten Morgen ein wichtiges Vorstellungsgespräch für das Medizinstudium hat, jedoch ohne Erfolg.
Die drei ziehen los und suchen die erste Bar auf. Dort trifft Jeff versehentlich einen Jungen namens Randy mit einem Dartpfeil. Randy nimmt ihm das sehr übel und Jeff, Casey und Miller flüchten aus der Bar. Sie gehen weiter und Jeff, welcher sich jetzt erst bewusst wird, was das Erreichen des Alkoholersterwerbsalters für ihn bedeutet, betrinkt sich. Casey und Miller sind sich nach einiger Zeit einig, dass ihr Freund genug hat, und wollen ihn nach Hause bringen. Sie bemerken jedoch kurze Zeit später, dass sie selbst nicht mehr wissen, wo Jeff wohnt und wollen Nicole, ein Mädchen, das Jeff kennt und welches sie in der ersten Bar angetroffen haben, um Rat fragen.
Sie suchen Nicole in einer nahegelegenen Sorority auf, finden jedoch schnell heraus, dass sie sich in der falschen Sorority befinden. In dieser, einzig von Latina-Studentinnen bewohnten Sorority, treffen sie auf zwei Studentinnen mit Augenbinden, welche scheinbar im Rahmen ihres Aufnahmerituals auf ein Spanking warten. Miller nutzt die Gelegenheit und befiehlt den beiden, sich gegenseitig zu küssen, was diese daraufhin auch tun. Jedoch fliegen die drei Jungs kurze Zeit später auf und sind wieder gezwungen zu fliehen.
Sie finden endlich Nicole, jedoch kann ihnen diese zu ihrer großen Enttäuschung auch nicht Jeffs Adresse verraten. Stattdessen verweist sie Miller und Casey an ihren Freund, welchen sie daraufhin auch aufsuchen. Der Freund stellt sich als Randy, der Junge, den Jeff mit einem Dartpfeil getroffen hatte, heraus und möchte ihnen nicht weiterhelfen. Miller verzweifelt und bedroht Randy mit einer Pistole, welche er kurz davor in Jeffs Tasche gefunden hatte. Er schießt in die Luft, was einen Büffel in der Nähe in Rage bringt und dazu, willkürlich Menschen zu attackieren. Der Büffel attackiert auch Randy und so können Miller und Casey Jeffs Adresse in Randys Handy nachschauen. Am Haus angekommen finden die beiden heraus, dass Randy nur Jeffs ehemalige Adresse hatte und, dass Jeff schon lange nicht mehr in dem Haus wohnt. Stattdessen findet dort eine große Hausparty statt, welcher Casey und Miller kurzerhand beitreten.
Auf der Party überlassen sie Jeff zwei kiffenden Studenten, welche ihn entblößen, ihm Profanitäten auf den Körper schreiben und ihm einen Teddybären an seinen Penis kleben. Jeff erwacht einige Zeit später wieder aus seinem Delirium und läuft halbnackt durch die Straßen, wo er von der Polizei angehalten und festgenommen wird. Casey und Miller verlassen ebenfalls die Party und suchen in der Polizeistation auf dem Campus nach Jeff, wo sie jedoch in eine Falle der aufgebrachten Latina-Studentinnen geraten. Diese rächen sich an den beiden, indem sie sie einem heftigen Spanking unterziehen. Außerdem entwenden sie ihnen alle Kleidungsstücke, mit Ausnahme einer Socke, welche Jeff und Casey um den Penis tragen.
Nachdem sie neue Kleider gefunden haben, finden sie endlich Jeff in der Psychiatrie eines Krankenhauses. Dort wird ihnen gesagt, dass Jeff für 24 Stunden in Gewahrsam genommen worden ist und die Anstalt nicht verlassen darf, woraufhin sich Miller und Casey einen Plan überlegen, Jeff nach Hause zu bekommen. Sie werfen ihn schließlich aus dem Fenster, sodass er auf einem Auto landet. Wie durch ein Wunder ist Jeff unverletzt und durch den Fall lediglich wieder aus seinem Schlaf erwacht. Stattdessen schnappt er sich das Auto und fährt mit Casey und Miller an seiner Seite los. Sie liefern sich mit der Polizei eine heftige Verfolgungsjagd, schaffen es jedoch wenige Minuten vor Beginn von Jeffs Vorstellungsgespräch zu dessen Haus. Casey und Miller duschen und bekleiden Jeff und bereiten ihn auf das Gespräch vor. Als Jeffs Vater das Haus betritt, fasst Jeff all seinen Mut zusammen und erklärt ihm, dass er eigentlich gar nicht Medizin studieren möchte und dies nur auf dessen Druck hin gemacht habe. Jeffs Vater ist außer sich und möchte dies nicht akzeptieren, was Miller schließlich dazu bringt, ihn zu schlagen.
Drei Monate später hat auch Miller seine Noten stark verbessert und strebt nun einen Universitätsabschluss an. Am Abend vor seinem Vorstellungsgespräch für die Universität geht er mit Jeff, Casey und Nicole, welche in der Zwischenzeit Caseys Freundin geworden ist, auf ein Musikfestival. Er feiert ausgelassen und tritt am nächsten Morgen mit rot-gefärbten Haaren und einem gebrochenen Bein bei seinem Vorstellungsgespräch an. Sein Gesprächspartner stellt sich dabei jedoch als ein Mann heraus, den sie in der Nacht von Jeffs 21. Geburtstag mehrmals allein tanzend in den Straßen gesehen haben.

## Produktion
21 & Over stellt das Regiedebüt der beiden Drehbuchautoren Jon Lucas und Scott Moore dar. Diese hatten bereits bei Filmen wie Hangover (2009) oder Wie ausgewechselt (2011) zusammen das Drehbuch verfasst.
Für den Film wurde im US-Bundesstaat Washington, unter anderem an der University of Washington in Seattle, gedreht. Die Szene am Musikfestival wurde in der Stadt George aufgezeichnet.
Der Film hatte ein Budget von 13 Millionen US-Dollar. Er kam am 1. März in den Vereinigten Staaten und am 25. Juli 2013 in Deutschland in die Kinos.
Der Film spielte in den Kinos weltweit rund 48 Millionen US-Dollar ein.

## Synchronisation
Die deutsche Synchronisation entstand nach einem Dialogbuch von Tobias Neumann und unter der Dialogregie von Solveig Duda im Auftrag der Film- & Fernseh-Synchron GmbH.
| Rolle                | Darsteller        | Deutscher Sprecher     |
| -------------------- | ----------------- | ---------------------- |
| Miller               | Miles Teller      | Roman Wolko            |
| Casey                | Skylar Astin      | Tim Schwarzmaier       |
| Jeff Chang           | Justin Chon       | Patrick Roche          |
| Nicole               | Sarah Wright      | Katharina Schwarzmaier |
| Randy                | Jonathan Keltz    | Benedikt Gutjan        |
| Dr. Chang            | François Chau     | Manfred Trilling       |
| Anwärterin Aguilar   | Josie Loren       | Jacqueline Belle       |
| Julian               | Daniel Booko      | Patrick Schröder       |
| PJ Brill             | Dustin Ybarra     | Simon Pearce           |
| Sally Huang          | Samantha Futerman | Katharina Iacobescu    |
| Verbindungsschwester | Brenna Smith      | Ilena Gwisdalla        |

## Kritik
Der Film erhielt von Kritikern negative Bewertungen. Auf Rotten Tomatoes hält er eine Bewertung von 26 % basierend auf 100 gezählten Kritikerstimmen und einer Durchschnittsbewertung von 4,1/10. Metacritic bewertet den Film mit 34/100 Punkten, basierend auf 21 gezählten Bewertungen.
Christoph Petersen von filmstarts.de vergab 1,5/5 Sternen und befand: „Hangover trifft Project X – aber man muss schon doppelt so viel intus haben, um bei 21 & Over auch nur halb so oft zu lachen wie bei diesen beiden Partykrachern“.